# Hellmut Oelert
Hellmut Oelert (ur. 3 maja 1936 w Dessau w Saksonii-Anhalt) – niemiecki kardiochirurg i nauczyciel akademicki. Był dyrektorem założycielem Kliniki Chirurgii Serca, Klatki Piersiowej i Naczyń Uniwersytetu Jana Gutenberga w Moguncji (Mainz) w latach 1984–2004.

## Życiorys
Oelert uczęszczał do humanistycznego gimnazjum Christianeum w Hamburgu-Altonie, w którym w roku 1956 uzyskał świadectwo dojrzałości. Po maturze rozpoczął studia medyczne na uniwersytecie w Hamburgu, które ukończył tamże w roku 1962. W tym samym roku uzyskał na uniwersytecie w Monachium stopnień doktora medycyny. Po odbyciu stażu otrzymał w Hamburgu prawo wykonywania zawodu lekarza i rozpoczął pracę jako stypendysta Niemieckiego Komitetu Badań Naukowych u znanego profesora fizjologii Karla Juliusa Ullricha na Wolnym Uniwersytecie w Berlinie. W roku 1966 przechodzi jako asystent do kliniki profesora Rudolfa Zenkera w Monachium, gdzie zdobywa pierwsze doświadczenia w operacjach z użyciem krążenia pozaustrojowego. W 1967 roku wraz z chirurgiem Hansem Georgiem Borstem przechodzi do Hannoveru - (Medizinische Hochschule Hannover), gdzie odegrał znaczącą rolę w tworzeniu Kliniki Chirurgii Klatki Piersiowej, Serca i Naczyń. W 1970 roku udał się na półtoraroczny staż do Great Ormond Street Hospital w Londynie, który w owym czasie był jednym z nielicznych szpitali w świecie, specjalizującym się w operacjach wrodzonych wad serca u dzieci. Tam zdobył doświadczenie w operacjach na otwartym sercu u niemowląt. Po powrocie do Hannoveru stosował w klinice nowo poznane techniki operacyjne i rozwijał je.
W roku 1972 uzyskał tytuł specjalisty z chirurgii ogólnej i od 1973 roku pełnił funkcję adiunkta, a od roku 1979 został zastępcą kierownika Kliniki Chirurgii Klatki Piersiowej, Serca i Naczyń w Hannoverze. W 1978 roku uzyskał tytuł profesora.
Po dwunastu latach pracy w Hannoverze został powołany na dyrektora – założyciela nowo organizowanej Kliniki Chirurgii Serca, Klatki Piersiowej i Naczyń Uniwersytetu im. Jana Gutenberga w Moguncji, gdzie w 1985 roku rozpoczął nową erę kardiochirurgii, chirurgii klatki piersiowej i naczyń w tamtejszym ośrodku. Pod jego kierownictwem oprócz rutynowych operacji kardiochirurgicznych, jak wymiana zastawek i leczenie choroby niedokrwiennej serca, rozwijano leczenie wrodzonych wad serca, wprowadzono zabiegi rekonstrukcji zastawki mitralnej, pomosty aortalno-wieńcowe z zastosowaniem sztucznego płucoserca i bez (OPCAB), embolektomię tętnicy płucnej przy zatorowym nadciśnieniu płucnym, rozwinięto chirurgię aorty i chirurgię naczyń obwodowych. W 1993 roku rozpoczęto przeszczepy płuc, a w roku 1994 przeszczepy serca.
Wcześnie zrozumiał i zorganizował współpracę między różnymi działami medycyny i ośrodkami, w tym zagranicznymi. Stworzył na terenie uniwersytetu interdyscyplinarny zespół leczenia naczyń i centrum doświadczalne. Zainicjował też współpracę z ośrodkami kardiochirurgicznymi w Aleksandrii, St. Petersburgu, Nowosybirsku, Londynie i Salzburgu. W swojej klinice wychował 21 kierowników klinik i oddziałów, oraz 12 doktorów habilitowanych. W 2004 roku przeszedł na emeryturę. Od tej pory poświęcił się chorym na serce pełniąc funkcje społeczne w wielu organizacjach, między innymi w Deutsche Herzstiftung, organizacji pacjentów z chorobami układu krążenia. Za zasługi dla medycyny i zaangażowanie społeczne został wielokrotnie odznaczony, w tym dwukrotnie Orderem Zasługi Republiki Federalnej Niemiec. W 2019 roku został honorowym członkiem Niemieckiego Towarzystwa Chirurgii Klatki Piersiowej, Serca i Naczyń.

## Ordery i odznaczenia
- 2003: Order Zasługi Republiki Federalnej Niemiec – Krzyż Zasługi na Wstędze, (Bundesverdienstkreuz am Bande)
- 2011: Order Zasługi Republiki Federalnej Niemiec – Krzyż Zasługi 1. Klasy (Bundesverdienstkreuz 1. Klasse)
- 2019: Peter-von-Aspelt – Medaille
- 2019: Honorowy Członek Niemieckiego Towarzystwa Chirurgii Klatki Piersiowej, Serca i Naczyń

## Publikacje
- H.G. Borst, W. Klinner, H. Oelert – Herzchirurgie – Springer – Verlag Berlin, Heidelberg 1978; ISBN 3-540-08267-0; 1. Auflage
- G. Hebere, W. Köle, H. Tscherne – Chirurgie – Lehrbuch für Studierende der Medizin und Ärzte – Kapitel: Herz und herznahe Gefäße – H. Oelert, H. G. Borst – Springer – Verlag Berlin, Heidelberg 1986; ISBN 978-3-662-00440-1
- H.G. Borst, W. Klinner, H. Oelert – Herzchirurgie – Springer – Verlag Berlin, Heidelberg 1991; ISBN 978-3-662-07753-5; 2. wydanie (całkowicie nowe opracowanie)